# Parque nacional El Guache
El parque nacional El Guache es un parque nacional de Venezuela, localizado al comienzo de la cordillera de los Andes, comprendiendo partes montañosas de los estados de Lara y Portuguesa, y el nacimiento de los ríos Guache, Ospino, Toco, Morador y Are. En sus adyacencias se encuentra la caudalosa cascada San Miguel. Tiene una superficie de 12 200 ha medidas tradicionalmente y 15 960 ha. Su temperatura se encuentra entre 19 °C y 26 °C. La precipitación varía entre 1800 y 2000 mm anuales. 

## Establecimiento
Fue decretado parque nacional el 5 de junio de 1992, con la finalidad de proteger las cuencas altas de los ríos Guache, Ospino, Bocoy, Toco y Are
..........